# Véronique Reymond
Pour les articles homonymes, voir Reymond.
Véronique Reymond, née en 1971 à Lausanne, est une actrice, réalisatrice, scénariste, dramaturge et metteuse en scène suisse. Comme réalisatrice et metteuse en scène, elle travaille exclusivement en duo avec Stéphanie Chuat.

## Biographie
Elle a étudié au Conservatoire de Lausanne et à l’école Dimitri de Verscio (Tessin),.

## Filmographie

### Cinéma

#### Actrice
- 2007 : Les Amours d'Astrée et de Céladon d'Éric Rohmer : Galathée[4]

#### Co-réalisatrice
- 1999 : Un jour mon prince…
- 2004 : Berlin Backstage (court métrage)
- 2010 : La Petite Chambre
- 2018 : Les Dames, documentaire
- 2020 : My Little Sister[5]

#### Scénariste
- 2010 : La Petite Chambre[6]

### Télévision

#### Actrice
- 2003 :  Macho blues de Jacques Akchoti : Marie
- 2014 : À livre ouvert : Christiane[7]

#### Co-réalisatrice
- 2005 :  Gymnase du soir, petites histoires, grandes études (documentaire)[8]
- 2008 : Éloge de la biodiversité (documentaire)[9]
- 2009 : Buffo, Buten & howard (documentaire)[10]
- 2014 : À livre ouvert  - 6 épisodes
- 2023 : Transatlantique, série diffusée sur Netflix (épisodes 1 à 4)

#### Scénariste
- 2014 : À livre ouvert

## Théâtre

### Comédienne
- L'Idiot de Dostoïevski, mise en scène de Joël Jouanneau
- Les Amantes d’Elfriede Jelinek, mise en scène de Joël Jouanneau
- Passage du Poète, Chant de Pâques et La Beauté sur la Terre de Charles-Ferdinand Ramuz, mise en scène de Denis Maillefer
- Hall de Nuit de Chantal Akerman, mise en scène de Denis Maillefer
- La Nuit des rois de William Shakespeare, mise en scène de Pierre Bauer
- Le Mendiant ou le Chien mort de Bertolt Brecht, mise en scène de Christian von Treskow
- La Vénus des Lavabos de Pedro Almodóvar, mise en scène de Gianni Schneider
- La Septième Vallée de Jacques Probst, mise en scène de François Marin
- L’Apothéose secrète d’Enzo Cormann, mise en scène de François Marin
- Après la pluie de Sergi Belbel, mise en scène de David Bauhofer[2]

### Dramaturge
- 2005 : Jeux d’enfants, créé au Théâtre Vidy-Lausanne[2]
- 2010 : ...Et la vie continue

### Metteuse en scène
- 2010 : Lignes de faille de Nancy Huston[2],[Note 1]

## Spectacles musicaux
- Noces burlesques
- Swiss Dreams
- Mémé
- Jardin public
- Softice[2],[Note 2]

## Distinctions
- 2015 : Prix de la Meilleure Comédienne dans une Production Télévisuelle Suisse, pour son rôle de Christiane dans la série À livre ouvert, aux Journées cinématographiques de Soleure[11]
- 2011 : Quartz du meilleur scénario et Quartz du meilleur film pour La Petite Chambre[12]
- 2000 : Prix SSA de soutien à l’écriture, pour …Et la vie continue
- 2004 : Nomination pour le Berlin Today Award, au Festival international du film de Berlin, pour le court métrage Berlin Backstage
- 1999 : Prix SSA d’aide au développement de scénarios pour Un jour mon prince…[2]